# Aydınlar (district)
Tillo of Aydınlar is een Turks district in de provincie Siirt en telt 3.867 inwoners (2007). Het district heeft een oppervlakte van 69,2 km².
De bevolkingsontwikkeling van het district is weergegeven in onderstaande tabel.

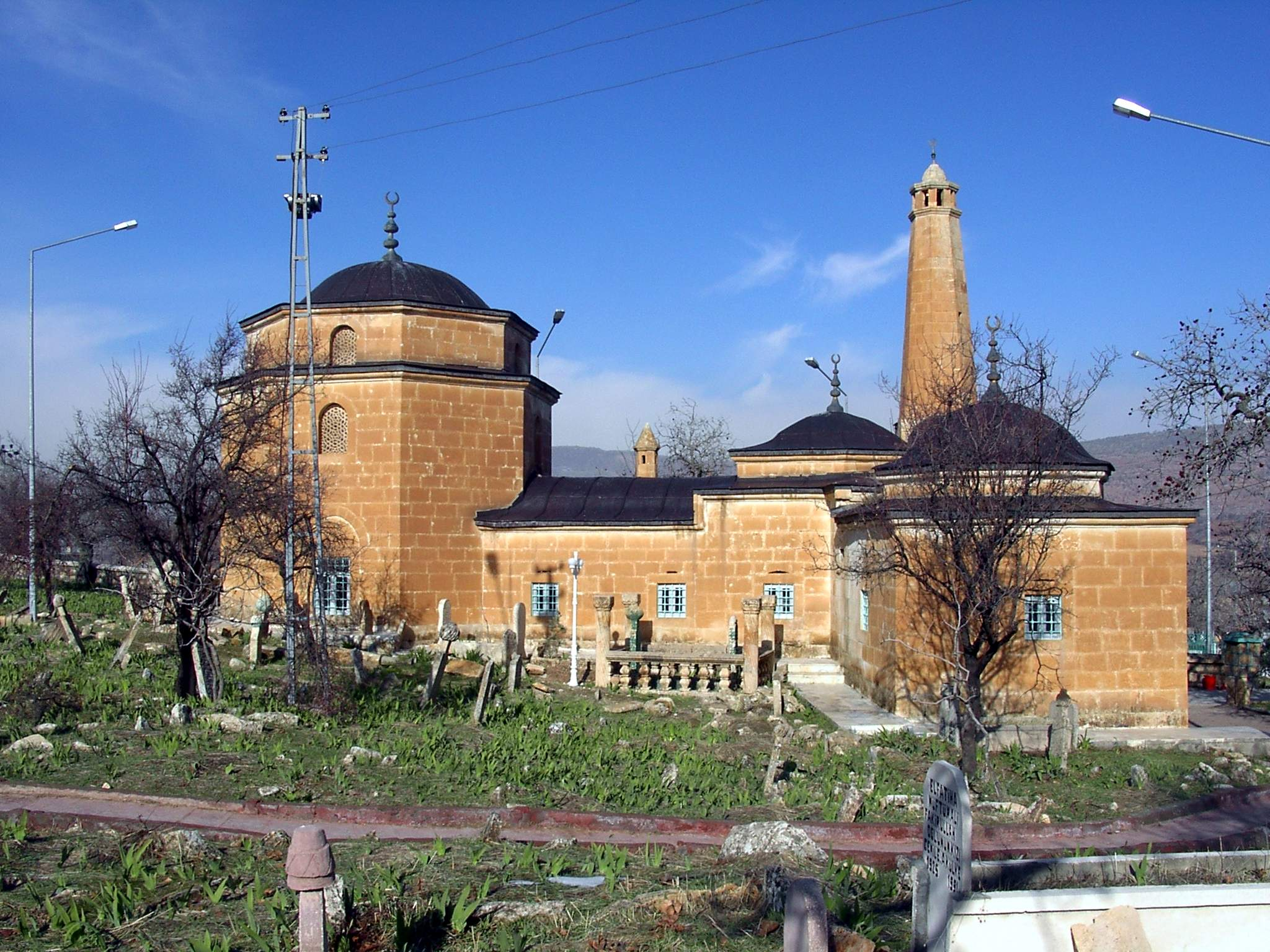
İbrahim Hakkı shrine in Tillo

| 1997  | 2000  | 2007  |
| ----- | ----- | ----- |
| 4.487 | 5.054 | 3.867 |